# Rodt (België)
Rodt (Frans: Sart-lez-Saint-Vith) is een dorp in Crombach, deelgemeente van de stad Sankt Vith in de Belgische provincie Luik.
Rodt ligt drie kilometer ten noorden van het dorpscentrum van Crombach en vier kilometer ten westen van het stadscentrum van Sankt Vith.

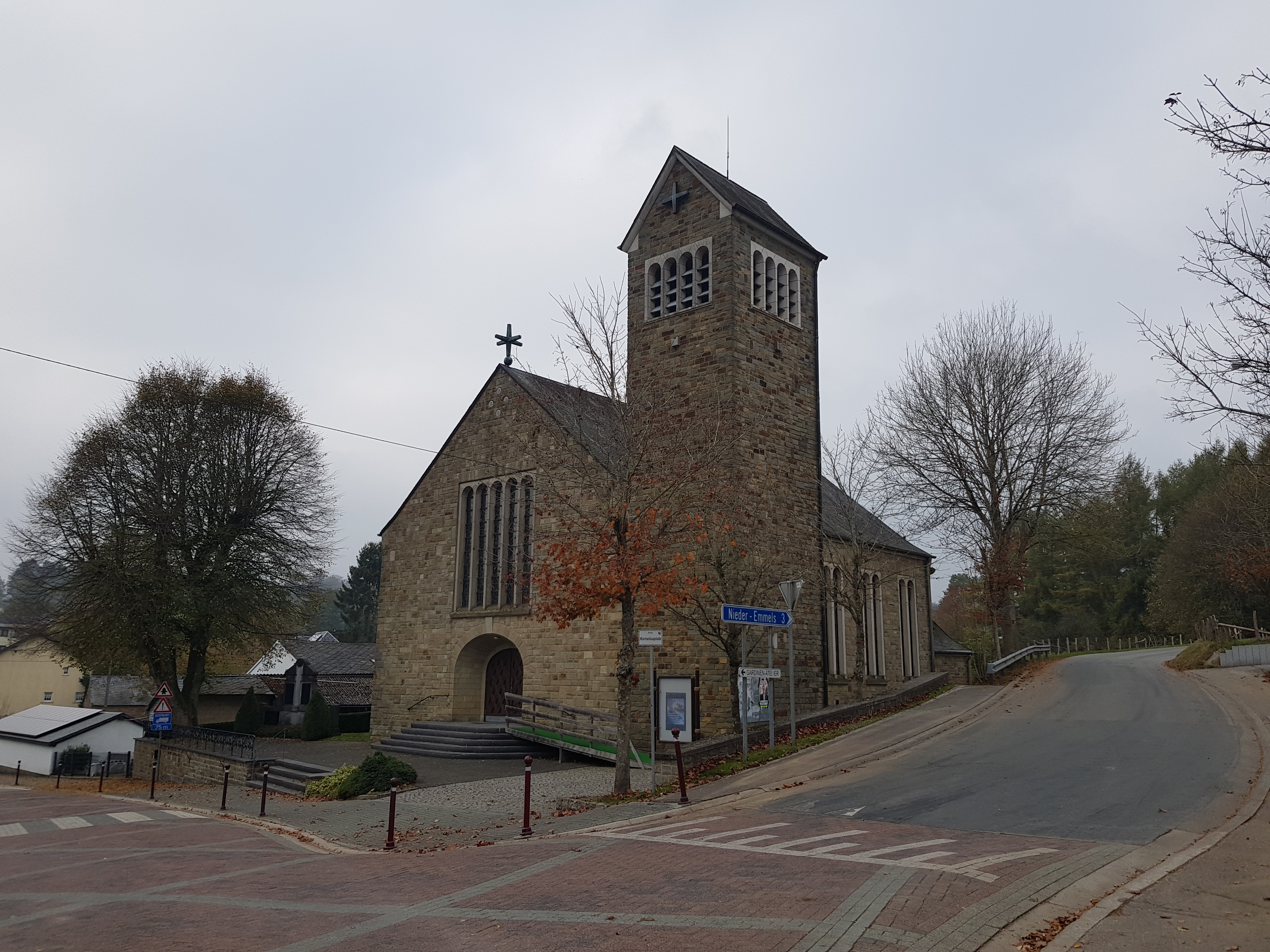
Dorpscentrum met St.-Kornelius-Kirche

## Geschiedenis
De Ferrariskaart uit de jaren 1770 toont hier het dorpje Roedt lans de Chemin de Salm à St. Vith (weg van Vielsalm naar Sankt Vith).
Op het eind van het ancien régime, toen tijdens de Franse bezetting eind 18de eeuw de gemeenten werden gecreëerd, werd het dorp ondergebracht in de gemeente Crombach. Na de Franse bezetting ging het gebied naar Pruisen.
Na de Eerste Wereldoorlog werd de plaats met de Oostkantons bij België aangehecht.
Bij de gemeentelijke fusies van 1977 kwam Rodt met Crombach bij de gemeente Sankt Vith.

## Bezienswaardigheden
- De Sint-Corneliuskerk (Sankt Korneliuskirche) van 1956.
- Rodter Buchen, een historische beukenboom, in 1985 samen met zijn omgeving beschermd als landschap.
- Biermuseum

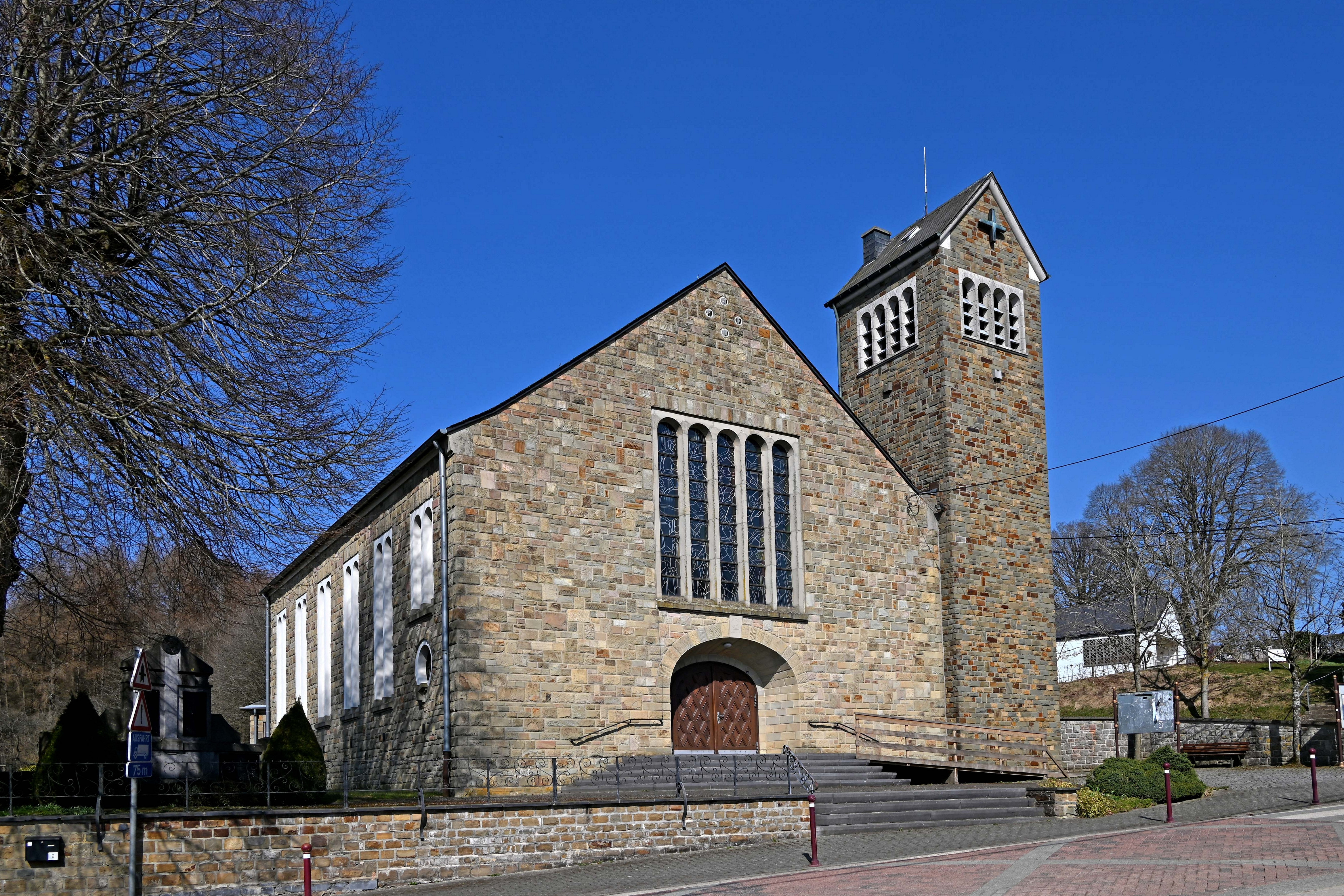
Kirche St. Kornelius
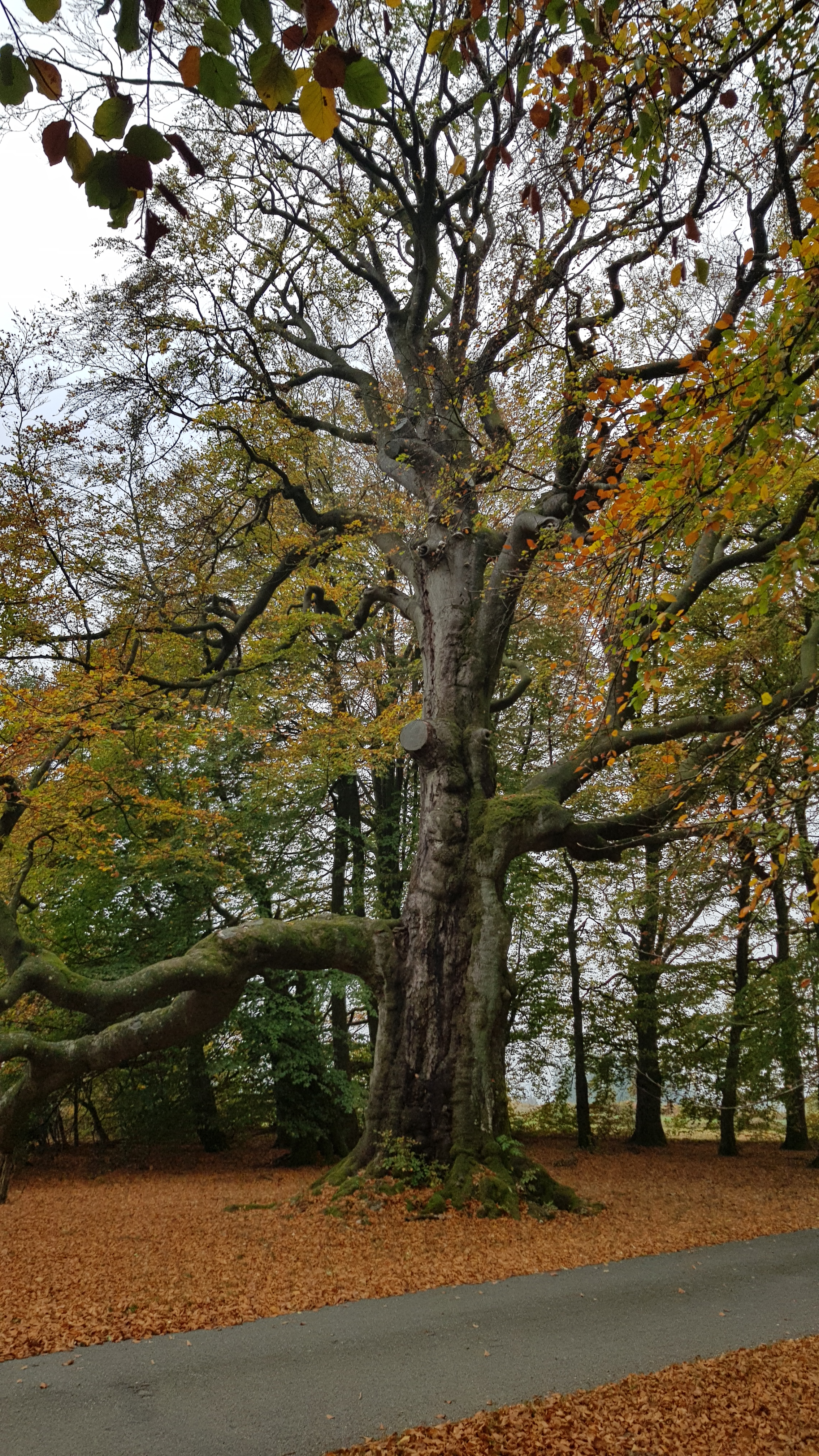
Rodter Buchen

## Economie
Twee kilometer ten oosten van Rodt ligt een groot bedrijventerrein met de naam Sankt Vith II, gelegen in een voormalige steengroeve.

## Nabijgelegen kernen
Poteau, Recht, Hinderhausen, Sankt Vith, Emmels
Deelgemeenten: Crombach · Lommersweiler · Recht · Sankt Vith · Schönberg

Overige kernen: Alfersteg · Amelscheid · Andler · Atzerath · Breitfeld · Eiterbach · Emmels (Nieder-Emmels · Ober-Emmels) · Galhausen · Heuem · Hinderhausen · Hünningen · Mackenbach · Neidingen · Neubrück · Neundorf ·  Rödgen · Rodt · Schlierbach · Setz · Steinebrück · Wallerode · Weppeler · Wiesenbach

Belgische gemeenten · Duitstalige Gemeenschap · Arrondissement Verviers · Luik · Wallonië